# Lill Thiel
Inga-Maria Elisabeth (Lill) Thiel, född 13 oktober 1913 i Stockholm, död 18 november 1996 i Alvesta, var en svensk författare och målare.
Hon var dotter till bankdirektören Ernest Thiel och hans andra hustru Signe Maria Thiel. Carin Thiel och Signe Henschen var hennes halvsystrar. Thiel studerade konst på egen hand men fick stor vägledning av sin fars vänner i konstnärskretsarna. Separat ställde hon ut på Gummesons konsthall 1928 som senare följdes av medverkan i flera samlingsutställningar. Tillsammans med tecknaren Folke Karlsson gav hon 1945 ut barnboken Så långt fjädern räcker  där Thiel svarade för texten och fotografierna. Lill Thiel är begravd på Borgholms kyrkogård på Öland.